# ميروسلاف سافيتش
ميروسلاف سافيتش (بالصربية: Мирослав Савић)‏ (20 أبريل 1973 ببرييدور في البوسنة والهرسك - ) هو لاعب كرة قدم صربي في مركز الدفاع. شارك مع منتخب صربيا لكرة القدم. أما مع النوادي، فقد لعب مع أريس تسالونيكي وليفسكي صوفيا ونادي بوراتس بانيا لوكا ونادي خزر لنكران ونادي أوبليتش ونادي زيمون وFK Viləş Masallı ‏ وFK Hajduk Beograd ‏ وFK Radnički Beograd ‏.

## وصلات خارجية
- ميروسلاف سافيتش على موقع قاعدة بيانات كرة القدم.إي يو (الإنجليزية)
- ميروسلاف سافيتش على موقع ناشيونال فوتبول تيمز (الإنجليزية)
- ميروسلاف سافيتش على موقع عالم كرة القدم.نت (الإنجليزية)